# Hydroporus distinguendus
Hydroporus distinguendus är en skalbaggsart som beskrevs av Desbrochers des Loges 1871. Hydroporus distinguendus ingår i släktet Hydroporus och familjen dykare. Inga underarter finns listade i Catalogue of Life.